# Henrique Capriles Radonski
Henrique Capriles Radonski, född 11 juli 1972 i Caracas, är en venezuelansk advokat och politiker. Han var oppositionens kandidat i det venezuelanska presidentvalet 2012 och 2013.